# Горан Србиновски
Горан Србиновски (Ваљево, 14. август 1956) бивши је југословенски одбојкаш. Наступао је на Европским првенствима 1979. и 1981 и Летњим олимпијским играма 1980. Био је део репрезентације Југославије на Европском првенству у Француској 1979. када је освојена бронзана медаља.